# 국가브랜드위원회
국가브랜드위원회(國家 - 委員會)는 국가적 차원에서의 체계적이고 종합적인 전략을 통해 대내외적 국가 위상과 품격을 높이고 국가브랜드 가치를 제고하기 위해 2009년 1월 22일 출범하여 2013년 3월 23일 폐지된 대한민국의 대통령 직속 기관이다.

## 예산 및 주요 사업
2011년도 예산은 전년에 비해 10.6% 감소한 약 88억(이하 반올림)원이다.
- 위원회 기본경비 : 23억원
- 위원회 및 협의체 운영, 국가브랜드 홍보 및 홍보물 제작비, 전략기획 컨설팅 및 연구조사 등 주요사업 비용: 34억원
- 해외모니터링 패널 구축 및 국가이미지 홍보 비용 : 10억원
- 국가브랜드 종합 전람회(전시, 체험, 학술, 공모전 등) : 20억원[1].

## 위원회 구성
위원장: 이배용
위원: 기획재정부 장관, 교육과학기술부 장관, 외교통상부 장관, 법무부 장관, 행정안전부 장관, 문화체육관광부 장관, 지식경제부 장관, 국토해양부 장관, 방송통신위원장, 서울특별시장, 대통령실 비서관 등

## 같이 보기
- 어윤대
- 월드 프렌즈 코리아